# CL Bay 11

Zeichnung zu CL Bay 11

Zeichnung zu CL Bay 14

Bei den Bayerischen CL Bay 11 bzw. CL Bay 14I handelte es sich um Durchgangswagen für den Lokalbahnverkehr. Sie wurden im Wagenstandsverzeichnis der Königlich Bayerischen Staatseisenbahnen (K.Bay.Sts.B.) von 1913 unter der Blatt-Nr. 548 bzw. für den CL Bay 14I im Skizzenheft der DRG unter der Blatt-Nr. 6057.3 geführt.

## Entwicklung
Mit dem größer werdenden Streckennetz an Lokalbahnen einher ging der Bedarf an passenden Wagen für den lokalen Personen-Nahverkehr. Zwischen 1909 und 1929 wurden Wagen beschafft, die schon Merkmale der normalen Personenwagen für Vollbahnen aufwiesen. Im Unterschied zu anderen Lokalbahnwagen waren diese für den Militärtransport geeignet.

## Beschaffung
Insgesamt wurden in dem Zeitraum zwischen 1909 und 1929 411 Wagen in den Gattungen BL, BCL, CL, DL und PPostL beschafft. Diese hatten alle einen einheitlichen Grundriss, offene Endplattformen mit Dixi-Gittern an den Aufstiegen und nur durch Bügel gesicherte Personalübergänge. Statt den bis dato gebräuchlichen Verbundfenstern wurden große Scheiben eingebaut. Von den Wagen nach Blatt 548 wurden zwischen 1911 und 1914 in insgesamt zwei Beschaffungslosen 28 Wagen bei MAN in Nürnberg beschafft.

## Verbleib
Der Verbleib von fünf Wagen konnte nach Kriegsende 1945 nicht mehr geklärt werden. Von den gelieferten Fahrzeugen kamen die übrigen zur Deutschen Bundesbahn, wo sie bis 1962 ausgemustert wurden.

## Konstruktive Merkmale

### Untergestell
Der Rahmen der Wagen war komplett aus Profileisen aufgebaut und genietet. Die äußeren Längsträger hatten U-Form mit nach außen gerichteten Flanschen. Die Querträger waren ebenfalls aus U-Profilen und nicht gekröpft. Als Zugeinrichtung hatten die Wagen Schraubenkupplungen nach VDEV. Die Zugstange war durchgehend und mittig gefedert. Als Stoßeinrichtung besaßen die Wagen geschlitzte Korbpuffer mit einer Einbaulänge von 650 Millimetern, die Pufferteller hatten einen Durchmesser von 370 Millimetern. Für die Wagen nach Blatt 6056.3 wurde die Plattform verkürzt, so dass sich eine geringere LüP ergab.

### Laufwerk
Die Wagen hatten genietete Fachwerkachshalter der Verbandsbauart. Gelagert waren die Achsen in Gleitachslagern. Die Räder hatten Speichenradkörper der bayerischen Form 38. Die Tragfedern hatten eine Länge von 1.764 mm bei einem Querschnitt von 96 * 13 mm. Sie waren 11 Lagen stark. Wegen des langen Radstandes von 6.000 Millimetern kamen Vereinslenkachsen zum Einsatz.
Neben einer Handspindelbremse, welche sich auf einer der Plattformen am Wagenende befand, hatten die Wagen auch Druckluftbremsen des Systems Westinghouse.

### Wagenkasten
Der Rahmen des Wagenkastens bestand aus hölzernen Ständerwerk. Dies war außen mit Blechen und innen mit Holz verkleidet. Die Stöße der Bleche wurden durch Deckleisten abgedeckt. Das Dach war flach gerundet und ging direkt in die Seitenwände über. Es war über die offenen Endplattformen hinausgezogen. Die Wagen besaßen Auftritte in der Bauart der Vollbahnwagen und nicht mehr die klappbaren Lokalbahnauftritte.

### Ausstattung
Der Wagentyp führte ausschließlich die 3. Klasse und hatte insgesamt 56 Sitzplätze und einen Abort. Klassentypisch waren die Sitze als Holzlatten-Bänke gehalten. Für die beiden Endplattformen waren insgesamt 20 Stehplätze ausgewiesen. Bei den Wagen nach Blatt 6057.3 wurden die Endplattformen von 1.000 mm auf 900 mm verkürzt. Dadurch verringerte sich auch die LüP von 1.224 mm auf 1.2024 mm.
Die Beleuchtung erfolgte durch Petroleumlampen. Die Beheizung erfolgte über Dampf. Belüftet wurden die Wagen durch statische Dachlüfter sowie durch versenkbare Fenster.

## Wagennummern
| 1911                 | MAN                  | 20 796 Au            |                       | 9 244 Au              | 9 853 Au | | 05/1935 | | Pl, Wsbr | 2 | V | P | D | 1 | | | 56 | | | | | |
| 1911                 | MAN                  | 20 797 Au            |                       | 9 245 Au              | 9 854 Au | | ??/1945 | | Pl, Wsbr | 2 | V | P | D | 1 | | | 56 | | | | | |
| 1911                 | MAN                  | 20 798 Au            |                       | 9 246 Au              | 9 855 Au | | 11/1962 | | Pl, Wsbr | 2 | V | P | D | 1 | | | 56 | | | | | |
| 1911                 | MAN                  | 20 799 Wü            |                       | 9 245 Wür             | 9 869 Nür | | 12/1958 | | Pl, Wsbr | 2 | V | P | D | 1 | | | 56 | | | | | |
| 1911                 | MAN                  | 20 800 Wü            |                       | 9 246 Wür             | 9 870 Nür | | 06/1961 | | Pl, Wsbr | 2 | V | P | D | 1 | | | 56 | | | | | |
| 1911                 | MAN                  | 20 801 Mü            |                       | 9 279 Mü              | 9 860 Mü | | 11/1960 | | Pl, Wsbr | 2 | V | P | D | 1 | | | 56 | | | | | |
| 1911                 | MAN                  | 20 802 Lu            |                       | 9 177 Lu              | 9 879 Lu | | 12/1955 | Kaiserslautern | Pl, Wsbr | 2 | V | P | D | 1 | BDW zur ehem. Pfalzbahn | | 56 | | | | | |
| 1911                 | MAN                  | 20 803 Lu            |                       | 9 133 Lu              | 9 880 Lu | | 03/1957 | BD Augsburg | Pl, Wsbr | 2 | V | P | D | 1 | zur ehem. Pfalzbahn | | 56 | | | | | |
| 1911                 | MAN                  | 20 804 Lu            |                       | 9 134 Lu              | 9 881 Lu | | 02/1950 | Kaiserslautern | Pl, Wsbr | 2 | V | P | D | 1 | Altschadwagen zur ehem. Pfalzbahn | | 56 | | | | | |
| 1911                 | MAN                  | 20 805 Lu            |                       | 9 135 Lu              | 9 882 Lu | | ??/1945 | Ludwigshafen | Pl, Wsbr | 2 | V | P | D | 1 | zur ehem. Pfalzbahn | | 56 | | | | | |
| 1911                 | MAN                  | 20 806 Lu            |                       | 9 136 Lu              | 9 883 Lu | | 03/1950 | Kaiserslautern | Pl, Wsbr | 2 | V | P | D | 1 | Altschadwagen zur ehem. Pfalzbahn | | 56 | | | | | |
| Blatt-Nr. 6056.3     | Blatt-Nr. 6056.3     | CL                   |                       | CL Bay 14             | CL Bay 14 | | | | (siehe Legende) | | | (siehe Legende) | (siehe Legende) | | 1. | 2. | 3. | 4. | (siehe Legende) | | | |
| 1914                 | MAN                  | 20 859 Mü            |                       | 9 305 Mü              | 9 951 Mü | | 02/1958 | | Pl, Wsbr | 2 | V | P | D | 1 | | | 56 | | | | | |
| 1914                 | MAN                  | 20 860 Mü            |                       | 9 183 Lu              | 9 990 Lu | | 09/1952 | | Pl, Wsbr | 2 | V | P | D | 1 | | | 56 | | | | | |
| 1914                 | MAN                  | 20 861 Mü            |                       | 9 306 Mü              | 9 952 Mü | | 02/1959 | | Pl, Wsbr | 2 | V | P | D | 1 | | | 56 | | | | | |
| 1914                 | MAN                  | 20 862 Mü            |                       | 9 307 Mü              | 9 953 Mü | | ??/1945 | | Pl, Wsbr | 2 | V | P | D | 1 | | | 56 | | | | | |
| 1914                 | MAN                  | 20 863 Mü            |                       | 9 373 Nü              | 9 967 Nü | | 05/1958 | | Pl, Wsbr | 2 | V | P | D | 1 | | | 56 | | | | | |
| 1914                 | MAN                  | 20 864 Mü            |                       | 9 374 Nü              | 9 968 Nü | | 08/1960 | | Pl, Wsbr | 2 | V | P | D | 1 | | | 56 | | | | | |
| 1914                 | MAN                  | 20 865 Mü            |                       | 9 308 Mü              | 9 954 Mü | | 12/1960 | | Pl, Wsbr | 2 | V | P | D | 1 | | | 56 | | | | | |
| 1914                 | MAN                  | 20 866 Mü            |                       | 9 259 Wü              | 9 991 Lu | | ??/1945 | | Pl, Wsbr | 2 | V | P | D | 1 | | | 56 | | | | | |
| 1914                 | MAN                  | 20 867 Mü            |                       | 9 260 Wü              | 9 969 Nü | | 11/1961 | | Pl, Wsbr | 2 | V | P | D | 1 | | | 56 | | | | | |
| 1914                 | MAN                  | 20 868 Mü            |                       | 9 309 Mü              | 9 955 Mü | | 10/1960 | | Pl, Wsbr | 2 | V | P | D | 1 | | | 56 | | | | | |
| 1914                 | MAN                  | 20 869 Mü            |                       | 9 310 Mü              | 9 956 Mü | | 04/1959 | | Pl, Wsbr | 2 | V | P | D | 1 | | | 56 | | | | | |
| 1914                 | MAN                  | 20 870 Mü            |                       | 9 311 Mü              | 9 957 Mü | | 03/1960 | | Pl, Wsbr | 2 | V | P | D | 1 | | | 56 | | | | | |
| 1914                 | MAN                  | 20 871 Nü            |                       | 9 261 Wü              | 9 989 Lu | | 03/1956 | | Pl, Wsbr | 2 | V | P | D | 1 | | | 56 | | | | | |
| 1914                 | MAN                  | 20 872 Re            |                       | 9 332 Re              | 9 982 Re | | 06/1951 | | Pl, Wsbr | 2 | V | P | D | 1 | Altschadwagen | | 56 | | | | | |
| 1914                 | MAN                  | 20 873 Wü            |                       | 9 262 Wü              | 9 970 Nü | | 08/1960 | | Pl, Wsbr | 2 | V | P | D | 1 | | | 56 | | | | | |
| 1914                 | MAN                  | 20 874 Wü            |                       | 9 263 Wü              | 9 971 Nü | | 02/1961 | | Pl, Wsbr | 2 | V | P | D | 1 | | | 56 | | | | | |
| 1914                 | MAN                  | 20 875 Wü            |                       | 9 264 Wü              | 9 972 Nü | | ??/1945 | | Pl, Wsbr | 2 | V | P | D | 1 | | | 56 | | | | | |
| Legende Bremsen      | Legende Bremsen      | Legende Bremsen      | Handbremstypen        | Handbremstypen        | BrH = Bremserhaus, Pl = Handbremse auf Plattform, Fsbr = Freisitzbremse | BrH = Bremserhaus, Pl = Handbremse auf Plattform, Fsbr = Freisitzbremse | BrH = Bremserhaus, Pl = Handbremse auf Plattform, Fsbr = Freisitzbremse | BrH = Bremserhaus, Pl = Handbremse auf Plattform, Fsbr = Freisitzbremse | BrH = Bremserhaus, Pl = Handbremse auf Plattform, Fsbr = Freisitzbremse | BrH = Bremserhaus, Pl = Handbremse auf Plattform, Fsbr = Freisitzbremse | BrH = Bremserhaus, Pl = Handbremse auf Plattform, Fsbr = Freisitzbremse | BrH = Bremserhaus, Pl = Handbremse auf Plattform, Fsbr = Freisitzbremse | BrH = Bremserhaus, Pl = Handbremse auf Plattform, Fsbr = Freisitzbremse | BrH = Bremserhaus, Pl = Handbremse auf Plattform, Fsbr = Freisitzbremse | BrH = Bremserhaus, Pl = Handbremse auf Plattform, Fsbr = Freisitzbremse | BrH = Bremserhaus, Pl = Handbremse auf Plattform, Fsbr = Freisitzbremse | BrH = Bremserhaus, Pl = Handbremse auf Plattform, Fsbr = Freisitzbremse | BrH = Bremserhaus, Pl = Handbremse auf Plattform, Fsbr = Freisitzbremse | BrH = Bremserhaus, Pl = Handbremse auf Plattform, Fsbr = Freisitzbremse | BrH = Bremserhaus, Pl = Handbremse auf Plattform, Fsbr = Freisitzbremse | BrH = Bremserhaus, Pl = Handbremse auf Plattform, Fsbr = Freisitzbremse | BrH = Bremserhaus, Pl = Handbremse auf Plattform, Fsbr = Freisitzbremse |
|                      |                      |                      | Druckluftbremsen      | Druckluftbremsen      | Hnbr = Henri-Bremse, Hsbr = Henri-Schnellbremse, Kp. = Knorr-Bremse, Sbr. = Schleifer-Bremse, Ssbr = Schleifer-Schnellbremse, Wbr = Westinghouse-Bremse, Wsbr = Westinghouse-Schnellbremse | Hnbr = Henri-Bremse, Hsbr = Henri-Schnellbremse, Kp. = Knorr-Bremse, Sbr. = Schleifer-Bremse, Ssbr = Schleifer-Schnellbremse, Wbr = Westinghouse-Bremse, Wsbr = Westinghouse-Schnellbremse | Hnbr = Henri-Bremse, Hsbr = Henri-Schnellbremse, Kp. = Knorr-Bremse, Sbr. = Schleifer-Bremse, Ssbr = Schleifer-Schnellbremse, Wbr = Westinghouse-Bremse, Wsbr = Westinghouse-Schnellbremse | Hnbr = Henri-Bremse, Hsbr = Henri-Schnellbremse, Kp. = Knorr-Bremse, Sbr. = Schleifer-Bremse, Ssbr = Schleifer-Schnellbremse, Wbr = Westinghouse-Bremse, Wsbr = Westinghouse-Schnellbremse | Hnbr = Henri-Bremse, Hsbr = Henri-Schnellbremse, Kp. = Knorr-Bremse, Sbr. = Schleifer-Bremse, Ssbr = Schleifer-Schnellbremse, Wbr = Westinghouse-Bremse, Wsbr = Westinghouse-Schnellbremse | Hnbr = Henri-Bremse, Hsbr = Henri-Schnellbremse, Kp. = Knorr-Bremse, Sbr. = Schleifer-Bremse, Ssbr = Schleifer-Schnellbremse, Wbr = Westinghouse-Bremse, Wsbr = Westinghouse-Schnellbremse | Hnbr = Henri-Bremse, Hsbr = Henri-Schnellbremse, Kp. = Knorr-Bremse, Sbr. = Schleifer-Bremse, Ssbr = Schleifer-Schnellbremse, Wbr = Westinghouse-Bremse, Wsbr = Westinghouse-Schnellbremse | Hnbr = Henri-Bremse, Hsbr = Henri-Schnellbremse, Kp. = Knorr-Bremse, Sbr. = Schleifer-Bremse, Ssbr = Schleifer-Schnellbremse, Wbr = Westinghouse-Bremse, Wsbr = Westinghouse-Schnellbremse | Hnbr = Henri-Bremse, Hsbr = Henri-Schnellbremse, Kp. = Knorr-Bremse, Sbr. = Schleifer-Bremse, Ssbr = Schleifer-Schnellbremse, Wbr = Westinghouse-Bremse, Wsbr = Westinghouse-Schnellbremse | Hnbr = Henri-Bremse, Hsbr = Henri-Schnellbremse, Kp. = Knorr-Bremse, Sbr. = Schleifer-Bremse, Ssbr = Schleifer-Schnellbremse, Wbr = Westinghouse-Bremse, Wsbr = Westinghouse-Schnellbremse | Hnbr = Henri-Bremse, Hsbr = Henri-Schnellbremse, Kp. = Knorr-Bremse, Sbr. = Schleifer-Bremse, Ssbr = Schleifer-Schnellbremse, Wbr = Westinghouse-Bremse, Wsbr = Westinghouse-Schnellbremse | Hnbr = Henri-Bremse, Hsbr = Henri-Schnellbremse, Kp. = Knorr-Bremse, Sbr. = Schleifer-Bremse, Ssbr = Schleifer-Schnellbremse, Wbr = Westinghouse-Bremse, Wsbr = Westinghouse-Schnellbremse | Hnbr = Henri-Bremse, Hsbr = Henri-Schnellbremse, Kp. = Knorr-Bremse, Sbr. = Schleifer-Bremse, Ssbr = Schleifer-Schnellbremse, Wbr = Westinghouse-Bremse, Wsbr = Westinghouse-Schnellbremse | Hnbr = Henri-Bremse, Hsbr = Henri-Schnellbremse, Kp. = Knorr-Bremse, Sbr. = Schleifer-Bremse, Ssbr = Schleifer-Schnellbremse, Wbr = Westinghouse-Bremse, Wsbr = Westinghouse-Schnellbremse | Hnbr = Henri-Bremse, Hsbr = Henri-Schnellbremse, Kp. = Knorr-Bremse, Sbr. = Schleifer-Bremse, Ssbr = Schleifer-Schnellbremse, Wbr = Westinghouse-Bremse, Wsbr = Westinghouse-Schnellbremse | Hnbr = Henri-Bremse, Hsbr = Henri-Schnellbremse, Kp. = Knorr-Bremse, Sbr. = Schleifer-Bremse, Ssbr = Schleifer-Schnellbremse, Wbr = Westinghouse-Bremse, Wsbr = Westinghouse-Schnellbremse | Hnbr = Henri-Bremse, Hsbr = Henri-Schnellbremse, Kp. = Knorr-Bremse, Sbr. = Schleifer-Bremse, Ssbr = Schleifer-Schnellbremse, Wbr = Westinghouse-Bremse, Wsbr = Westinghouse-Schnellbremse | Hnbr = Henri-Bremse, Hsbr = Henri-Schnellbremse, Kp. = Knorr-Bremse, Sbr. = Schleifer-Bremse, Ssbr = Schleifer-Schnellbremse, Wbr = Westinghouse-Bremse, Wsbr = Westinghouse-Schnellbremse |
|                      |                      |                      | Saugluftbremsen       | Saugluftbremsen       | Hbr = Hardy-Bremse, Ahbr = Autom. Hardy Vacuumbremse | Hbr = Hardy-Bremse, Ahbr = Autom. Hardy Vacuumbremse | Hbr = Hardy-Bremse, Ahbr = Autom. Hardy Vacuumbremse | Hbr = Hardy-Bremse, Ahbr = Autom. Hardy Vacuumbremse | Hbr = Hardy-Bremse, Ahbr = Autom. Hardy Vacuumbremse | Hbr = Hardy-Bremse, Ahbr = Autom. Hardy Vacuumbremse | Hbr = Hardy-Bremse, Ahbr = Autom. Hardy Vacuumbremse | Hbr = Hardy-Bremse, Ahbr = Autom. Hardy Vacuumbremse | Hbr = Hardy-Bremse, Ahbr = Autom. Hardy Vacuumbremse | Hbr = Hardy-Bremse, Ahbr = Autom. Hardy Vacuumbremse | Hbr = Hardy-Bremse, Ahbr = Autom. Hardy Vacuumbremse | Hbr = Hardy-Bremse, Ahbr = Autom. Hardy Vacuumbremse | Hbr = Hardy-Bremse, Ahbr = Autom. Hardy Vacuumbremse | Hbr = Hardy-Bremse, Ahbr = Autom. Hardy Vacuumbremse | Hbr = Hardy-Bremse, Ahbr = Autom. Hardy Vacuumbremse | Hbr = Hardy-Bremse, Ahbr = Autom. Hardy Vacuumbremse | Hbr = Hardy-Bremse, Ahbr = Autom. Hardy Vacuumbremse | Hbr = Hardy-Bremse, Ahbr = Autom. Hardy Vacuumbremse |
| Legende BL           | Legende BL           | Legende BL           | Arten der Beleuchtung | Arten der Beleuchtung | P = Petroleumleuchte, G = Gasleuchte, Gg = Gas-Glühleuchte, El = elektrische Beleuchtung                                                                                                   | P = Petroleumleuchte, G = Gasleuchte, Gg = Gas-Glühleuchte, El = elektrische Beleuchtung                                                                                                   | P = Petroleumleuchte, G = Gasleuchte, Gg = Gas-Glühleuchte, El = elektrische Beleuchtung                                                                                                   | P = Petroleumleuchte, G = Gasleuchte, Gg = Gas-Glühleuchte, El = elektrische Beleuchtung                                                                                                   | P = Petroleumleuchte, G = Gasleuchte, Gg = Gas-Glühleuchte, El = elektrische Beleuchtung                                                                                                   | P = Petroleumleuchte, G = Gasleuchte, Gg = Gas-Glühleuchte, El = elektrische Beleuchtung                                                                                                   | P = Petroleumleuchte, G = Gasleuchte, Gg = Gas-Glühleuchte, El = elektrische Beleuchtung                                                                                                   | P = Petroleumleuchte, G = Gasleuchte, Gg = Gas-Glühleuchte, El = elektrische Beleuchtung                                                                                                   | P = Petroleumleuchte, G = Gasleuchte, Gg = Gas-Glühleuchte, El = elektrische Beleuchtung                                                                                                   | P = Petroleumleuchte, G = Gasleuchte, Gg = Gas-Glühleuchte, El = elektrische Beleuchtung                                                                                                   | P = Petroleumleuchte, G = Gasleuchte, Gg = Gas-Glühleuchte, El = elektrische Beleuchtung                                                                                                   | P = Petroleumleuchte, G = Gasleuchte, Gg = Gas-Glühleuchte, El = elektrische Beleuchtung                                                                                                   | P = Petroleumleuchte, G = Gasleuchte, Gg = Gas-Glühleuchte, El = elektrische Beleuchtung                                                                                                   | P = Petroleumleuchte, G = Gasleuchte, Gg = Gas-Glühleuchte, El = elektrische Beleuchtung                                                                                                   | P = Petroleumleuchte, G = Gasleuchte, Gg = Gas-Glühleuchte, El = elektrische Beleuchtung                                                                                                   | P = Petroleumleuchte, G = Gasleuchte, Gg = Gas-Glühleuchte, El = elektrische Beleuchtung                                                                                                   | P = Petroleumleuchte, G = Gasleuchte, Gg = Gas-Glühleuchte, El = elektrische Beleuchtung                                                                                                   | P = Petroleumleuchte, G = Gasleuchte, Gg = Gas-Glühleuchte, El = elektrische Beleuchtung                                                                                                   |
| Legende HZ           | Legende HZ           | Legende HZ           | Arten der Beheizung   | Arten der Beheizung   | O = Ofenheizung, D = Dampfheizung, Pr. = Presskohleheizung, L = nur Dampfleitung | O = Ofenheizung, D = Dampfheizung, Pr. = Presskohleheizung, L = nur Dampfleitung | O = Ofenheizung, D = Dampfheizung, Pr. = Presskohleheizung, L = nur Dampfleitung | O = Ofenheizung, D = Dampfheizung, Pr. = Presskohleheizung, L = nur Dampfleitung | O = Ofenheizung, D = Dampfheizung, Pr. = Presskohleheizung, L = nur Dampfleitung | O = Ofenheizung, D = Dampfheizung, Pr. = Presskohleheizung, L = nur Dampfleitung | O = Ofenheizung, D = Dampfheizung, Pr. = Presskohleheizung, L = nur Dampfleitung | O = Ofenheizung, D = Dampfheizung, Pr. = Presskohleheizung, L = nur Dampfleitung | O = Ofenheizung, D = Dampfheizung, Pr. = Presskohleheizung, L = nur Dampfleitung | O = Ofenheizung, D = Dampfheizung, Pr. = Presskohleheizung, L = nur Dampfleitung | O = Ofenheizung, D = Dampfheizung, Pr. = Presskohleheizung, L = nur Dampfleitung | O = Ofenheizung, D = Dampfheizung, Pr. = Presskohleheizung, L = nur Dampfleitung | O = Ofenheizung, D = Dampfheizung, Pr. = Presskohleheizung, L = nur Dampfleitung | O = Ofenheizung, D = Dampfheizung, Pr. = Presskohleheizung, L = nur Dampfleitung | O = Ofenheizung, D = Dampfheizung, Pr. = Presskohleheizung, L = nur Dampfleitung | O = Ofenheizung, D = Dampfheizung, Pr. = Presskohleheizung, L = nur Dampfleitung | O = Ofenheizung, D = Dampfheizung, Pr. = Presskohleheizung, L = nur Dampfleitung | O = Ofenheizung, D = Dampfheizung, Pr. = Presskohleheizung, L = nur Dampfleitung |
| Legende Signalhalter | Legende Signalhalter | Legende Signalhalter | zum Übergang nach     | zum Übergang nach     | AT = Österreich, IT = Italien, CH = Schweiz, FR = Frankreich, BE = Belgien | AT = Österreich, IT = Italien, CH = Schweiz, FR = Frankreich, BE = Belgien | AT = Österreich, IT = Italien, CH = Schweiz, FR = Frankreich, BE = Belgien | AT = Österreich, IT = Italien, CH = Schweiz, FR = Frankreich, BE = Belgien | AT = Österreich, IT = Italien, CH = Schweiz, FR = Frankreich, BE = Belgien | AT = Österreich, IT = Italien, CH = Schweiz, FR = Frankreich, BE = Belgien | AT = Österreich, IT = Italien, CH = Schweiz, FR = Frankreich, BE = Belgien | AT = Österreich, IT = Italien, CH = Schweiz, FR = Frankreich, BE = Belgien | AT = Österreich, IT = Italien, CH = Schweiz, FR = Frankreich, BE = Belgien | AT = Österreich, IT = Italien, CH = Schweiz, FR = Frankreich, BE = Belgien | AT = Österreich, IT = Italien, CH = Schweiz, FR = Frankreich, BE = Belgien | AT = Österreich, IT = Italien, CH = Schweiz, FR = Frankreich, BE = Belgien | AT = Österreich, IT = Italien, CH = Schweiz, FR = Frankreich, BE = Belgien | AT = Österreich, IT = Italien, CH = Schweiz, FR = Frankreich, BE = Belgien | AT = Österreich, IT = Italien, CH = Schweiz, FR = Frankreich, BE = Belgien | AT = Österreich, IT = Italien, CH = Schweiz, FR = Frankreich, BE = Belgien | AT = Österreich, IT = Italien, CH = Schweiz, FR = Frankreich, BE = Belgien | AT = Österreich, IT = Italien, CH = Schweiz, FR = Frankreich, BE = Belgien |